# Даврингхаузен, Генрих Мария
Генрих Мария Даврингхаузен (нем. Heinrich Maria Davringhausen; 21 октября 1894, Ахен — 13 декабря 1970, Ницца) — немецкий художник, представитель направлений «новая вещественность» и «магический реализм».

## Биография
1913—1914 — учится в дюссельдорфской Академии искусств, параллельно берёт частные уроки у Вильгельма Экштейна
1914 — персональная выставка в дюссельдорфской художественной галерее Альфреда Флехтхаймера
1914 — поездка в Аскону
1915—1918 — художник живёт и работает в Берлине
1918 — переезд в Мюнхен; принимает участие в выставке «Новое религиозное искусство» в Художественном музее Мангейма
1919 — персональная выставка в галерее Нового Искусства в Мюнхене; принимает участие в первой выставке художественной группы Молодой Рейнланд в Художественном музее Дюссельдорфа
1922 — возвращается в Берлин
1923 — персональная выставка в галерее Альфреда Флеххаймера
1924—1925 — путешествие в Испанию
1925 — участвует в выставке «Новая вещественность» в Художественном музее Мангейма
1927 — переезд в Кёльн, дружба с художником Антоном Редершайдтом
1928 — участник выставок «Пространство и настенная живопись», организованных художественным объединением Кёльна и дюссельдорфской группой «Новое искусство»
1933 — вместе со своей женой-еврейкой эмигрирует из Германии, сначала на Мальорку, затем в Швейцарию и во Францию
1939—1940 — с началом Второй мировой войны интернирован в лагере близ Кань-сюр-Мер и новое бегство
1945 — возвращение в Кань-сюр-Мер.